# Condado de Stanley (Austrália do Sul)
O Condado de Stanley é um dos 49 condados da Austrália do Sul. Foi proclamado pelo Governador George Grey e nomeado para Lord Edward Stanley, Secretário de Estado das Colonias De fevereiro a junho de 1858, que anteriormente havia defendido apoio financeiro para a Austrália do Sul em 1842. É aproximadamente limitado pelo rio Wakefield no sul, O caminho aproximado da Highway Barrier no leste, latitude 33°28' S no norte e longitudes 138°08' a 138°15' E no oeste.

## Hundreds
O Condado de Stanley é dividido nos seguintes hundreds:
- Hundred de Koolunga
- Hundred de Yackamoorundie
- Hundred de Andrews
- Hundred de Ayers
- Hundred de Boucaut
- Hundred de Hart
- Hundred de Milne
- Hundred de Hanson
- Hundred de Everard
- Hundred de Blyth
- Hundred de Clare
- Hundred de Stanley
- Hundred de Goyder
- Hundred de Stow
- Hundred de Hall
- Hundred de Upper Wakefield